# Attila Mesterházy

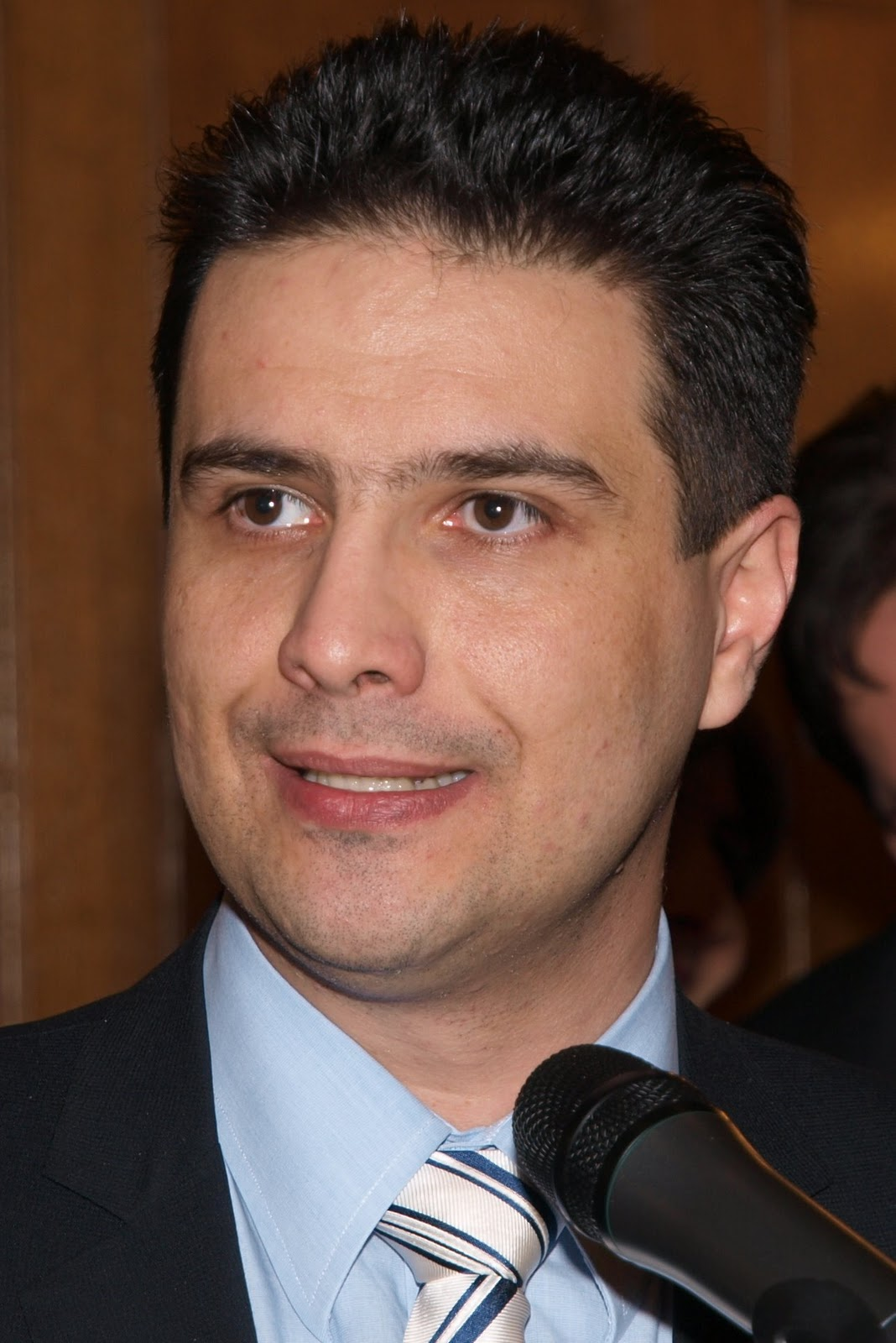
Attila Mesterházy (2009)

Attila Mesterházy (30 januari 1974) is een Hongaars politicus in het Hongaars parlement die sinds 10 juli 2010 de partijleider was van de Hongaarse Socialistische Partij. Hij was in 2010 kandidaat voor het premierschap van Hongarije en was dit in 2014 weer namens de links-liberale oppositie van Hongarije.

## Biografie
Attila Mesterházy werd in 1974 geboren in de Zuid-Hongaarse stad Pécs. Tussen 1988 en 1992 ging hij naar het gymnasium in Veszprém (stad). Tussen 1992 en 1997 studeerde hij economie aan de Corvinus Universiteit in Boedapest. Tijdens deze studie was hij uitwisselingsstudent in onder meer Wenen en aan de Rijksuniversiteit Groningen (1997). Tussen 1997 en 1999 was hij Ph. D. student, hij behaalde zijn doctoraal echter niet.
In 2000 verscheen hij in de Hongaarse politiek als assistent van de toenmalige premier van de Hongaarse Socialistische Partij, Péter Medgyessy. Tussen 2002 en 2004 was hij staatssecretaris van Kinderen, Jeugd en Sport. In 2004 werd hij parlementslid. Tussen 2004 en 2006 was hij wederom staatssecretaris ditmaal van Jeugd,Familie, Sociale Zaken en Gelijke Kansen tijdens de regering van Ferenc Gyurcsány.
Op 12 december 2009 werd hij op het partijcongres gekozen als lijsttrekker voor de parlementsverkiezingen van 2010. Begin 2014 werd hij als premierskandidaat als nummer 1 op de gezamenlijke lijst van de links-liberale oppositie gezet.
Na de slecht verlopen Europese verkiezingen van 2014 trad Mesterházy op 29 mei af als partijleider en fractievoorzitter van de MSZP. Hij maakte ook bekend niet op nieuw een gooi te doen naar het partijleiderschap. László Botka is zijn tijdelijk opvolger als partijleider.
Attila Mesterházy is getrouwd, heeft twee kinderen en spreekt Spaans en Engels.